# Distrito electoral de Hillerman (Illinois)
Hillerman (en inglés: Hillerman Precinct) es un distrito electoral ubicado en el condado de Massac en el estado estadounidense de Illinois. En el Censo de 2010 tenía una población de 892 habitantes y una densidad poblacional de 22,21 personas por km².

## Geografía
Según la Oficina del Censo de los Estados Unidos, tiene una superficie total de 40.17 km², de la cual 37.72 km² corresponden a tierra firme y (6.08%) 2.44 km² es agua.

## Demografía
Según el censo de 2010, había 892 personas residiendo. La densidad de población era de 22,21 hab./km². De los 892 habitantes, estaba compuesto por el 94.62% blancos, el 3.92% eran afroamericanos, el 0.67% eran amerindios, el 0.11% eran asiáticos, el 0% eran isleños del Pacífico, el 0% eran de otras razas y el 0.67% pertenecían a dos o más razas. Del total de la población el 2.02% eran hispanos o latinos de cualquier raza.